# Olibrus lineatopunctatus
Olibrus lineatopunctatus is een keversoort uit de familie glanzende bloemkevers (Phalacridae). De wetenschappelijke naam van de soort werd in 1879 gepubliceerd door Tournier.